# Орден Жалолиддина Мангуберди
Орден Жалолиддина Мангуберди (узб. Jaloliddin Manguberdi) – высшая воинская награда Республики Узбекистан.

## История
Орден учреждён 30 августа 2000 года на основании Закона Республики Узбекистан за № 110-II.
Орден посвящён Жалолиддину Мангуберди.

## Положение
1. Орденом Жалолиддина Мангуберди награждаются военнослужащие командного состава, проявившие образцы высокого военного мастерства, героизм и отвагу при защите независимости страны, её границ, внесшие большой вклад в укрепление оборонной мощи государства.
2. Орден Жалолиддина Мангуберди является высшей воинской наградой Республики Узбекистан.
3. Представление о награждении орденом Жалолиддина Мангуберди вносится руководителями республиканских органов оборонных и правоохранительных учреждений.
4. Награждение и вручение ордена Жалолиддина Мангуберди производится в порядке, предусмотренном Законом Республики Узбекистан «О государственных наградах».
5. Лица, награждённые орденом Жалолиддина Мангуберди, получают единовременное денежное вознаграждение в размере шестидесятипятикратной минимальной заработной платы. Лица, награждённые орденом Жалолиддина Мангуберди, пользуются льготами, устанавливаемыми законодательством.
6. Орден Жалолиддина Мангуберди носится на правой стороне груди, после ордена Амира Темура.
7. При посмертном награждении орденом Жалолиддина Мангуберди орден, документ о награждении и единовременная денежная выплата вручаются семье награждённого.

## Награждённые
Известно, что среди награждённых орденом есть, по крайней мере, 2 войсковые части. Одна из них — в/ч № 9221, отвечающая за охрану узбекско-афганской границы. 
В 2003 году орденом была награждена Хорезмская область.

## Описание
Орден Жалолиддина Мангуберди изготавливается из серебра 925 пробы, имеет форму пятиугольника с ребристыми лучами серебристого цвета. Диаметр окружности, в которую вписывается пятиугольник, — 55 миллиметров.
В центре ордена, на окружности, обрамленной белым ободком, расположено золотистое рельефное изображение Жалолиддина Мангуберди на фоне расходящихся лучей. Фон за фигурой заполнен эмалью небесно-голубого цвета.
Вверху ободка по кругу расположена надпись «JALOLIDDIN MANGUBERDI». Наружный диаметр ободка — 35 миллиметров.
В нижней части ободка симметрично размещены две лавровые ветви, покрытые зеленой эмалью, между листьями которых расположены кристаллы фианитов.
Над ободком, по центру, размещен мусамман золотистого цвета, по размеру вписывающийся в круг диаметром 8 миллиметров.
Оборотная сторона ордена вогнутая. В центре находится нарезной штифт с гайкой для крепления. В нижней части нанесен номер ордена вогнутым шрифтом размером 1 миллиметр.